# Einsteinov zapis
Einsteinov zapis ali Einsteinov dogovor o seštevanju (tudi Einsteinov sumacijski dogovor) je v matematiki in še posebej v linearni algebri in fiziki poseben dogovor krajšega zapisa indeksov vektorskih ali tenzorskih spremenljivk, ki je najbolj uporaben pri zapisovanju koordinatnih enačb. Zapis je prvi uporabil Albert Einstein leta 1916 v svojem članku Osnova splošne teorije relativnosti (nemško Die Grundlage der allgemeinen Relativitätstheorie), objavljenem v Annalen der Physik. se indeks spremenljivke v posameznem členu pojavi dvakrat, enkrat zgoraj in enkrat spodaj, se po dogovoru sešteva po vseh njegovih mogočih vrednostih. Običajno so to 1,2,3 (za računanje v evklidskem prostoru) ali 0,1,2,3, oziroma 1,2,3,4 (za računanje v prostoru Minkowskega). Drugače pa so lahko vrednosti poljubne. V nekaterih uporabah so elementi neskončne množice. Abstraktni indeksni zapis celo uporablja Einsteinov zapis brez vsakršnih omejitev. Nekaj zgledov Einsteinovega zapisa:
{\displaystyle \sum _{i=1}^{3}a_{i}x^{i}\equiv a_{i}x^{i}=a_{1}x^{1}+a_{2}x^{2}+a_{3}x^{3}\!\,,}
{\displaystyle {\begin{matrix}\sum _{i=1}^{3}\sum _{j=1}^{3}a_{ij}x^{i}x^{j}\equiv a_{ij}x^{i}x^{j}&=&a_{11}x^{1}x^{1}+a_{12}x^{1}x^{2}+a_{13}x^{1}x^{3}+\\&&a_{21}x^{2}x^{1}+a_{22}x^{2}x^{2}+a_{23}x^{2}x^{3}+\\&&a_{31}x^{3}x^{1}+a_{32}x^{3}x^{2}+a_{33}x^{3}x^{3}\!\,,\end{matrix}}}
{\displaystyle {\begin{matrix}\sum _{i=1}^{3}\sum _{j=1}^{3}\delta _{ij}\delta _{ij}\equiv \delta _{ij}\delta _{ij}&=&\delta _{11}\delta _{11}+\delta _{12}\delta _{12}+\delta _{13}\delta _{13}+\\&&\delta _{21}\delta _{21}+\delta _{22}\delta _{22}+\delta _{23}\delta _{23}+\\&&\delta _{31}\delta _{31}+\delta _{32}\delta _{32}+\delta _{33}\delta _{33}\!\,,\end{matrix}}}
{\displaystyle \sum _{i=1}^{3}\delta _{ij}\equiv \delta _{ii}=\delta _{11}\delta _{11}+\delta _{22}\delta _{22}+\delta _{33}\delta _{33}\!\,,}
{\displaystyle {\begin{matrix}\sum _{\alpha ,\beta =0}^{3}T^{\alpha \beta }S_{\alpha \beta }=\sum _{\alpha =0}^{3}\sum _{\beta =0}^{3}T^{\alpha \beta }S_{\alpha \beta }\equiv T^{\alpha \beta }S_{\alpha \beta }&=&T^{00}S_{00}+T^{01}S_{01}+T^{02}S_{02}+T^{03}S_{03}+\\&&T^{10}S_{10}+T^{11}S_{11}+T^{12}S_{12}+T^{13}S_{13}+\\&&T^{20}S_{20}+T^{21}S_{21}+T^{22}S_{22}+T^{23}S_{23}+\\&&T^{30}S_{30}+T^{31}S_{31}+T^{32}S_{32}+T^{33}S_{33}\!\,,\end{matrix}}}
{\displaystyle \sum _{\rho =0}^{3}R_{\ \mu \rho \nu }^{\rho }\equiv R_{\mu \nu }=R_{\ \mu \rho \nu }^{\rho }=R_{\ \mu 0\nu }^{0}+R_{\ \mu 1\nu }^{1}+R_{\ \mu 2\nu }^{2}+R_{\ \mu 3\nu }^{3}\!\,.}
V splošni teoriji relativnosti se za ločevanje seštevanja po 1,2,3 od seštevanja po 0,1,2,3 uporabljajo rimske in grške črke. Rimske (npr. i, j, ...) kadar se sešteva po vrednostih 1,2,3, in grške (npr. μ, ν, ...) za 0,1,2,3. Kakor pri dogovorih o predznakih to različno uporabljajo in so lahko črke celo zamenjane.
Včasih, kakor tudi v splošni teoriji relativnosti, mora biti indeks enkrat zgornji in enkrat spodnji. Drugod so vsi indeksi spodnji. Glej dualni vektorski prostor in tenzorski produkt.
Pomembno je upoštevati, da iz Eisteinovega zapisa ne izhajajo novi fizikalni zakoni ali zamisli. Zapis le pomaga pri ugotavljanju povezav in simetrij, ki so velikokrat 'skrite' pri običajnejših zapisih.

## Uvod
V mehaniki in tehniki se vektorje v trirazsežnem prostoru običajno opiše z ortogonalnimi enotskimi vektorji {\displaystyle {\vec {\mathbf {i} }}}, {\displaystyle {\vec {\mathbf {j} }}} in {\displaystyle {\vec {\mathbf {k} }}}.
{\displaystyle {\vec {\mathbf {u} }}=u_{x}{\vec {\mathbf {i} }}+u_{y}{\vec {\mathbf {j} }}+u_{z}{\vec {\mathbf {k} }}\!\,.}
Če so bazni vektorji {\displaystyle {\vec {\mathbf {i} }}}, {\displaystyle {\vec {\mathbf {j} }}} in {\displaystyle {\vec {\mathbf {k} }}} izraženi kot {\displaystyle {\vec {\mathbf {e} }}_{1}}, {\displaystyle {\vec {\mathbf {e} }}_{2}} in {\displaystyle {\vec {\mathbf {e} }}_{3}}, se lahko vektor izrazi z vsoto:
{\displaystyle {\vec {\mathbf {u} }}=u_{1}{\vec {\mathbf {e} }}_{1}+u_{2}{\vec {\mathbf {e} }}_{2}+u_{3}{\vec {\mathbf {e} }}_{3}=\sum _{i=1}^{3}u_{i}{\vec {\mathbf {e} }}_{i}\!\,.}
V Einsteinovem zapisu, indeks, ki je zapisan dvakrat, pogojuje vsoto, zato se simbol za vsoto ne zapisuje. Takšen zapis dovoljuje zgoščen zapis vektorskih in tenzorskih enačb. Na primer:
{\displaystyle {\vec {\mathbf {u} }}\cdot {\vec {\mathbf {v} }}=\sum _{i=1}^{3}u_{i}{\vec {\mathbf {e} }}_{i}\cdot \sum _{j=1}^{3}v_{j}{\vec {\mathbf {e} }}_{j}=u_{i}{\vec {\mathbf {e} }}_{i}\cdot v_{j}{\vec {\mathbf {e} }}_{j}\!\,.}
ali enakovredno:
{\displaystyle {\vec {\mathbf {u} }}\cdot {\vec {\mathbf {v} }}=\sum _{i=1}^{3}\sum _{j=1}^{3}u_{i}v_{j}({\vec {\mathbf {e} }}_{i}\cdot {\vec {\mathbf {e} }}_{j})=u_{i}v_{j}({\vec {\mathbf {e} }}_{i}\cdot {\vec {\mathbf {e} }}_{j})\!\,,}
kjer je:
{\displaystyle {\vec {\mathbf {e} }}_{i}\cdot {\vec {\mathbf {e} }}_{j}=\delta _{ij}\!\,}
in {\displaystyle \ \delta _{ij}} Kroneckerjeva delta, ki je enaka 1 kadar je i = j, drugače pa je enaka 0. Iz tega sledi, da se lahko en j v enačbi spremeni v i, ali en i v j. Tako je:
{\displaystyle {\vec {\mathbf {u} }}\cdot {\vec {\mathbf {v} }}=u_{i}v_{j}\delta _{ij}=u_{i}v_{i}=u_{j}v_{j}\!\,.}
Za vektorski produkt:
{\displaystyle {\vec {\mathbf {u} }}\times {\vec {\mathbf {v} }}=\sum _{j=1}^{3}u_{j}{\vec {\mathbf {e} }}_{j}\times \sum _{k=1}^{3}v_{k}{\vec {\mathbf {e} }}_{k}=u_{j}{\vec {\mathbf {e} }}_{j}\times v_{k}{\vec {\mathbf {e} }}_{k}=u_{j}v_{k}({\vec {\mathbf {e} }}_{j}\times {\vec {\mathbf {e} }}_{k})=\epsilon _{ijk}{\vec {\mathbf {e} }}_{i}u_{j}v_{k}\!\,,}
kjer je {\displaystyle {\vec {\mathbf {e} }}_{j}\times {\vec {\mathbf {e} }}_{k}=\epsilon _{ijk}{\vec {\mathbf {e} }}_{i}} in {\displaystyle \ \epsilon _{ijk}} Levi-Civitajev simbol, določen kot:
{\displaystyle \epsilon _{ijk}=\left\{{\begin{matrix}+1;&{\mbox{ pri }}(i,j,k){\mbox{ je }}(1,2,3),(2,3,1){\mbox{ ali }}(3,1,2)\\-1;&{\mbox{ pri }}(i,j,k){\mbox{ je }}(3,2,1),(1,3,2){\mbox{ ali }}(2,1,3)\\0;&{\mbox{ sicer: }}i=j{\mbox{ ali }}j=k{\mbox{ ali }}k=i\end{matrix}}\right.}
kar da
{\displaystyle {\vec {\mathbf {u} }}\times {\vec {\mathbf {v} }}=(u_{2}v_{3}-u_{3}v_{2}){\vec {\mathbf {e} }}_{1}+(u_{3}v_{1}-u_{1}v_{3}){\vec {\mathbf {e} }}_{2}+(u_{1}v_{2}-u_{2}v_{1}){\vec {\mathbf {e} }}_{3}\!\,}
pri
{\displaystyle {\vec {\mathbf {u} }}\times {\vec {\mathbf {v} }}=\epsilon _{ijk}{\vec {\mathbf {e} }}_{i}u_{j}v_{k}=\sum _{i=1}^{3}\sum _{j=1}^{3}\sum _{k=1}^{3}\epsilon _{ijk}{\vec {\mathbf {e} }}_{i}u_{j}v_{k}\!\,.}
Če je {\displaystyle {\vec {\mathbf {w} }}={\vec {\mathbf {u} }}\times {\vec {\mathbf {v} }}}, velja {\displaystyle {\vec {\mathbf {w} }}=\epsilon _{ijk}{\vec {\mathbf {e} }}_{i}u_{j}v_{k}} in {\displaystyle \ w_{i}=\epsilon _{ijk}u_{j}v_{k}}. Pri tem je razvidno, da kadar se indeks pojavi enkrat na obeh straneh enačbe, gre za sistem enačb in ne za vsoto:
{\displaystyle {\begin{matrix}w_{1}=\epsilon _{1jk}u_{j}v_{k}\\w_{2}=\epsilon _{2jk}u_{j}v_{k}\\w_{3}=\epsilon _{3jk}u_{j}v_{k}\!\,.\end{matrix}}}
To se lahko zapiše tudi kot:
{\displaystyle {\vec {\mathbf {u} }}\times {\vec {\mathbf {v} }}={\vec {\mathbf {u} }}\cdot \epsilon \cdot {\vec {\mathbf {v} }}\!\,,}
vendar to ni Einsteinov zapis.